# Arpella d'antifaç
Les arpelles d'antifaç són dues espècies d'aus de la família dels accipítrids (Accipitridae) i l'ordre dels accipitriformes que formen el gènere Polyboroides. Estan classificades a la subfamília Gypaetinae, si bé alguns autors el consideren l'únic gènere de Polyboroidinae. Els membres d'aquest gènere viuen en Àfrica i Madagascar.

## Llistat d'espècies
Segons la classificació del Congrés Ornitològic Internacional (versió 12,2, 2022), es reconeixen 2 espècies dins aquest gènere:
- Arpella d'antifaç africana (Polyboroides typus).
- Arpella d'antifaç de Madagascar (Polyboroides radiatus).[4][5]